# Евстигнеев, Александр Дмитриевич
Александр Дмитриевич Евстигнеев (1925—1962) — младший сержант Рабоче-крестьянской Красной Армии, участник Великой Отечественной войн, Герой Советского Союза (1945).

## Биография
Александр Евстигнеев родился 5 декабря 1925 года в Смоленске. С 1936 года вместе с семьёй проживал в городе Усолье-Сибирское Иркутской области. После окончания школы фабрично-заводского ученичества при Иркутском авиазаводе работал слесарем оборонного завода в городе Петровск-Забайкальский Читинской области. В январе 1943 года Евстигнеев был призван на службу в Рабоче-крестьянскую Красную Армию. С мая того же года — на фронтах Великой Отечественной войны. К июлю 1944 года младший сержант Александр Евстигнеев командовал отделением 1230-го стрелкового полка 370-й стрелковой дивизии 69-й армии 1-го Белорусского фронта. Отличился во время освобождения Белорусской ССР.
18 июля 1944 года во время боя за урочище Волчище Евстигнеев первым в своём подразделении ворвался во вражескую траншею и уничтожил немецкого офицера и нескольких солдат. Отделение Евстигнеева одним из первых вышло к государственной границе СССР к западу от Любомля и установило пограничный столб. 20 июля в районе населённого пункта Хусынне к востоку от Хелма Евстигнеев с четырьмя бойцами первым переплыл Западный Буг и автоматным огнём прикрывал переправу остальных бойцов. Когда путь им преградил немецкий дзот, Евстигнеев обошёл его с тыла и ворвался внутрь, убив офицера и взяв в плен двух солдат. Во время форсирования Вислы Евстигнеев получил тяжёлое ранение и был отправлен в госпиталь.
Указом Президиума Верховного Совета СССР от 24 марта 1945 года за «образцовое выполнение заданий командования и проявленные мужество и героизм в боях с немецкими захватчиками» младший сержант Александр Евстигнеев был удостоен высокого звания Героя Советского Союза с вручением ордена Ленина и медали «Золотая Звезда» за номером 7938.
После выписки из госпиталя Евстигнеев был демобилизован. Проживал в Иркутске, работал шофёром, слесарем. Скончался 24 мая 1962 года, похоронен на Радищевском кладбище Иркутска. На могиле установлен памятник.
Был также награждён рядом медалей.